# Йеракару
Йеракару (на гръцки: Γερακαρού) е село в Гърция, част от дем Лъгадина (Лангадас) в област Централна Македония с 1293 жители (2001).

## География
Селото е разположено между Лъгадинското (Корония) и Бешичкото езеро (Волви).

## История

### Античност и средновековие
Между Йеракару и Агиос Василиос са разкрити праисторически и по-късни археологически обекти в местностите Палиомонастирио (в превод Стар манастир), Трапеза Доганджи и Амигдалиес. В Палиомонастири има следи от селище от средновизантийския и късновизантийския период.

### В Османската империя
В османската епоха селището е известно с турската форма на името Доганджи, което както и гръцкото γερακάρης, означава соколар. Възможно е турското име да е превод на старо гръцко. Засвидетелствани форми са Доанджи оглу, Доганджи оглу, Доваджи, Дуванджи. Селото има две махали от двете страни на река Платанара – на изток християнската (Йеракару) и на запад турската (Доганджи).
Александър Синве („Les Grecs de l’Empire Ottoman. Etude Statistique et Ethnographique“), който се основава на гръцки данни, в 1878 година пише, че в Йеракаро (Yérakaro) живеят 60 гърци. В „Етнография на вилаетите Адрианопол, Монастир и Салоника“, издадена в Константинопол в 1878 година и отразяваща статистиката на населението от 1873 година, Герцкаро (Guertzcaro) е показано като село с 45 домакинства и 146 жители мюсюлмани и 52 гърци. По данни на секретаря на Българската екзархия Димитър Мишев („La Macédoine et sa Population Chrétienne“) в 1905 година в Геракару (Guerakarou) има 115 гърци.
Към 1900 година според статистиката на Васил Кънчов („Македония. Етнография и статистика“) в Доваджи живеят 20 турци и 150 жители гърци християни.

### В Гърция
След Междусъюзническата война в 1913 година попада в Гърция. В 1918 година община Йеракару се състои от Йеракару, Доганджи, Левен и Лудзики. През 20-те години в селото са настанени гърци бежанци. Според преброяването от 1928 година Йеракару е смесено местно-бежанско село със 185 бежански семейства със 747 души. До 2011 година Йеракару е център на дем Корония.
Гробищният храм „Свети Георги“ е възрожденски от XIX век, а енорийската църква е „Рождество Богородично“.
В селото са запазени няколко забележителни сгради. Основното училище от 1928 година в североизточната част на селището, учителската къща на малко разстояние от училището, както и къщата на Василиос Кулукурис от началото на XX век в източната част на махалата Доганджи.